# Dysteriidae
Famille
Les Dysteriidae sont une famille de Ciliés de la classe des Cyrtophoria et de l’ordre des Dysteriida.

## Étymologie
Le nom de la famille vient du genre type Dysteria, nommé en l'honneur du Dr Frederick Daniel Dyster (1810-1893), ami de Huxley, et qui lui procura le matériel biologique lui permettant de décrire l'organisme,.

## Description
Saville (1880) fait la description suivante du genre Dysteria : 

« Animalcules nageant librement, ovoïdes, encuirassés, comprimés bilatéralement ; la face ventrale entièrement ciliée, étroite et en forme de rainure ; carapace composée de deux pièces latérales, unies à chacune seulement par leur extrémité postérieure ; armature pharyngienne complexe, consistant en une partie annulaire, antérieure, cornée, et d'un long processus stylé postérieur ; une épine en forme de queue dépasse de la région postérieure de la rainure ventrale. »

## Distribution
La première découverte du genre Dysteria fut effectuée sur des algues épiphytes de coquilles de mollusques d'un aquarium marin.
Les espèces de la famille des Dysteriidae sont omniprésentes dans toutes les mers du globe.

## Liste des genres
Selon GBIF (13 décembre 2022) :
- Aegyria Claparède & Lachmann, 1858
- Aegyriana Deroux, 1975[4]
- Agnathodysteria Deroux, 1976
- Disteria : nom erroné
- Dysteria Huxley, 1857[5] genre type (nombreux synonymes[4],[note 1]).
- Ervilia Dujardin, 1841[4]
- Ervilila : nom erroné
- Erwilia : nom erroné
- Hartmannulopsis Deroux & Dragesco, 1968
- Microdysteria Kahl, 1933
- Mirodysteria Kahl, 1933
- Orthotrochilia Song, 2003
- Parachilodonella Dragesco, 1966
- Spirodysteria Gong, Choi, Roberts, Kim. & Min, 2007
- Trochilia Dujardin, 1841

## Systématique
Le nom valide de ce taxon est Dysteriidae Claparède & Lachmann, 1858 .